# 60 gags de Boule et Bill no 3
Pour les articles homonymes, voir 60 gags de Boule et Bill.
60 gags de Boule et Bill N° 3 est le 3e album de la série de bande dessinée Boule et Bill de Jean Roba. L'ouvrage est publié en 1966.

## Historique
L'album publie 60 gags entre le no 130 et le no 258, qui ont été pré-publiés dans les éditions du journal Spirou entre le no 1298 à 1426 durant les années 1963, 1964 et 1965.
La publication dans le désordre est notamment perceptible par l'évolution du dessin de Bill, qui dans les premières publications avait le dessous du ventre plus clair, la queue et les pattes blanches, jusqu'au environ des gags no 150-200.
En 1999, à l'occasion des 40 ans de la série, la collection a été refondue : les albums, qui comportaient auparavant 64, 56 ou 48 pages, sont uniformisés en 44 planches. Leur nombre passe ainsi de 21 à 24. Ainsi, les gags de 60 gags de Boule et Bill N° 3 sont repris dans les nouveaux albums n° 4 (Système Bill), n° 5 (Bulles et Bill), n° 6 (Tu te rappelles, Bill ?) et n° 7 (Bill ou face).

## Synopsis
Boule, un petit garçon comme les autres, a comme meilleur copain Bill, son cocker facétieux. L'album comporte une succession de bêtises et d'espiègleries de Boule et Bill.
Les épisodes no 201 à no 206 sont liés aux vacances d'été à la mer, tandis les gags no 171 à 174 et no 224 à 226 à la période hivernale, respectivement à la fin des années 1963 et 1964 au moment de leurs pré-publications.
Le gag no 235 marque la première apparition de Blacky.

## Gags
- Eaubade (no 216)
- Oeuffroyable (no 186)
- Chientelligence (no 233)
- Clin deuil (no 190)
- Clins deux (no 197)
- Assacynegetique (no 130)
- J'aime bond (no 192)
- Paletoqué (no 193)
- Ré-confort (no 194)
- Les œufs sont faits (no 134)
- Chaffiche (no 195)
- Cinecure (no 196)
- Au poil ! (no 197)
- Car-nage (no 198)
- Ligne de flottaison (no 139)
- Mathematarte (no 199)
- Fort-midable (no 201)
- Os-tentation (no 239)
- Cerf très volant (no 203)
- Très longue vue (no 205)
- Détente à héritage (no 206)
- Ecolier de chien (no 242)
- Hu-Morris (no 207)
- Far-west rien de nouveau (no 208)
- Poubelles et buts (no 209)
- Sandwich liebe dich (no 210)
- Course mais bonne (no 257)
- Otarie-golade (no 212)
- Cocketterie (no 213)
- Beaucoup de téléphone (no 215)
- Bonbons sentiments (no 244)
- Retrouvailles que vaille (no 235)
- Pochade (no 228)
- Comme tout le monde (no 211)
- Evi-dent (no 159)
- Bain mal acquis (no 220)
- Ball au bond (no 236)
- Bulle et Bill (no 247)
- Dressage comme une image (no 258)
- Un clown chasse l'autre (no 249)
- Trou-piers (no 250)
- O gué l'an neuf ! (no 226)
- Chiencompris (no 251)
- Cobotinage (no 254)
- Dur de la feuille (no 169)
- Chien et chahut (no 170)
- Charité bien coordonnée (no 224)
- Enroué de coups (no 222)
- Sapin sur la planche (no 171)
- Ligue dondaine (no 225)
- Chien modèle (no 234)
- Que vœux-tu ? (no 174)
- Trou d'os (no 176)
- Echec au porteur (no 185)
- Va-et-chien (no 219)
- Automate farci (no 179)
- Sur la mauvaise voix (no 180)
- Le beau et le bête (no 181)
- Histoire idiome (no 218)
- Code sacré (no 230)

### Éléments humoristiques
Plusieurs clins-œil aux autres séries publiées dans Spirou apparaissent : Gil Jourdan dans le no 196, Spirou dans le no 197, Morris, Lucky Luke et Rantanplan dans le no 207.

## Personnages principaux
- Boule, le jeune maître de Bill.
- Bill, le cocker roux susceptible et farceur.
- Pouf, le meilleur ami de Boule.
- Les parents de Boule.

### Articles externes
- « Boule et Bill -3- 60 gags de Boule et Bill N° 3 », sur bedetheque.com.
- Boule et Bill - Tome 4 : Système Bill sur dupuis.com (consulté le 13 mars 2022).
- Boule et Bill - Tome 5 : Bulles et Bill sur dupuis.com (consulté le 13 mars 2022).
- Boule et Bill - Tome 6 : Tu te rappelles, Bill ? sur dupuis.com (consulté le 13 mars 2022).
- Boule et Bill - Tome 7 : Bill ou face sur dupuis.com (consulté le 13 mars 2022).